# افغانستان در بازی‌های آسیایی ۲۰۲۲
افغانستان یکی از کشور های شرکت کننده در بازی های آسیایی ۲۰۲۲ هانگژو ، چین است.
،